# Isla Grande de Tierra del Fuego
Az Isla Grande de Tierra del Fuego (magyarul : A Tűz Földjének Nagy Szigete), másnéven Isla de Xátiva  egy sziget  amelyet Dél-Amerikától  a Magellán-szoros választja el. A sziget nyugati része (61,4%, 29 484,7 km²) Chilében található (Tierra del Fuego tartomány és Antártica Chilena tartomány), míg a  sziget keleti része (38,6%, 18 507,3 km²) Argentínában (Tierra del Fuego tartomány) található. A Tierra del Fuego néven  ismert  szigetcsoport legnagyobb szigete.
A sziget területe 47 992 km², ezzel Dél-Amerika legnagyobb szigete és a világ 29. legnagyobb szigete. A két legnagyobb városa Ushuaia és Río Grande, Argentínában találhatóak. További városok a területen: Tolhuin, Porvenir, Camerón és Cerro Sombrero. Az argentin oldalon, 190 641 lakosa van (2022), és ugyan majd 2-szer akkora a chilei rész a lakossága mindössze 6656 fő (2012) akik szinte mind Tűzföld tartományban élnek.
Chilében a legmagasabb pontja a  nem hivatalosan Monte Shiptonnak (2580 m) nevezett hegy. Korábban a  közeli Darwin-hegyet tartották  a sziget legmagasabb hegyének, de ez körülbelül 100 méterrel alacsonyabb. A sziget északi részén kőolajlelőhelyek találhatók; A chilei részen  Cerro Sombrero a fő kitermelő központ.
1949. december 17-én földrengés történt a chilei területen, az argentin határ mellett. A  magnitúdó skálán 7,8-as erősségű rengést regisztráltak, ami volt a valaha feljegyzett legerősebb rengés ezen a területen. 

## Földrajz
A Tűzföldet keletről az Atlanti-óceán, északról a Magellán-szoros, délről és nyugatról pedig a Csendes-óceánhoz kapcsolódó fjordok és csatornák sorozata határolja. Az északkeleti part kevés látványossága közül az egyik  a San Sebastián-öböl. A szigetet délről a Beagle-csatorna határolja, amelytől délre egy másik chilei szigetcsoport található. A sziget nyugati részén két nagyobb öböl található, az Inútil-öböl és az Almirantazgo-fjord. Ez utóbbi a Magallanes–Fagnano-törésvonal mentén fekszik, és a Cami-tó mélyedésének folytatása.

## Éghajlat
A régió szubpoláris óceáni és enyhe tundra éghajlattal rendelkezik (Köppen éghajlati besorolása Cfc és ET), rövid, hűvös nyarakkal, amelyek átlagos hőmérséklete 10 °C körül van. A területet hosszú, hűvös és csapadékos telek jellemzik, 0 °C körüli átlaghőmérséklettel.  Az északkeleti részre  erős szél és kevés csapadék jellemző, míg a sziget déli és nyugati részén nagyon  gyakoriak az erősebb szelek, emellett gyakran ködös az idő és az év nagy része esős, átlagosan 3,000 milliméter (0,1181 in) évenként. Az állandó hóhatár 700 m. A világ hasonló  éghajlatú helyei: az Aleut-szigetek, Izland, a Kuril-szigetek, a Campbell-sziget, a Kerguelen-szigetek, a Skót-felföld és Norvégia part menti területei.